# Оленегорск
Оленегорск (на руски: Оленегорск) е град в Русия, разположен в градски окръг Оленегорск, Мурманска област. Населението на града към 1 януари 2018 година е 20 847 души.